# Nederlandse Vereniging voor Logopedie en Foniatrie
De Nederlandse Vereniging voor Logopedie en Foniatrie (NVLF) is de beroepsvereniging van logopedisten in Nederland. De vereniging werd opgericht in 1927. Ze behartigt de belangen van ruim 5500 leden en heeft haar hoofdkantoor in Woerden.
In 2014 stelde de NVLF een leerstoel in aan de Universiteit Utrecht. Deze wordt sindsdien bekleed door Ellen Gerrits.